# Мисс США 2007
Мисс США 2007 (англ. Miss USA 2007) — 56-й конкурс красоты Мисс США, проведён в Театр «Долби», Лос-Анджелес, штат Калифорния 23 марта 2007 года. Победительницей стала Рэйчел Смит представительница штата Теннесси.
Конкурс красоты транслировался по телеканалу NBC из «Театр «Долби» на месяц ранее, чем конкурс 2007 года. Ранее, в Лос-Анджелесе проводился конкурс красоты в 2004 году, когда стала победительницей Шанди Финнесси. Ведущим отелем стал «Wilshire Grand».
Участницы конкурса начали приезжать в Лос-Анджелес с 8 марта 2007 года для двухнедельной репетиции. Предварительный конкурс прошёл 19 марта 2007 года, где все 51 конкурсантки выходили в купальниках и вечерних платьях. Впервые конкурс проводился в бальном зале отеля, а не на месте проведения мероприятия.
Во время финального шоу 23 марта, были объявлены пятнадцать участниц, набравших наивысший средний балл на предварительном конкурсе. Оставшиеся пятнадцать участниц выходили в купальниках, оставшиеся десять выходили в вечерних платьях. Совокупный балл показывался после каждого раунда конкурса впервые с 2002 года.
Победительница конкурса Рэйчел Смит получила из рук корону Тары Коннер. Смит стала третьей участницей Юной Мисс США и второй победительницей из штата Теннесси. Смит и Коннор вместе участвовали в конкурсе Юная Мисс США 2002.

## Результаты

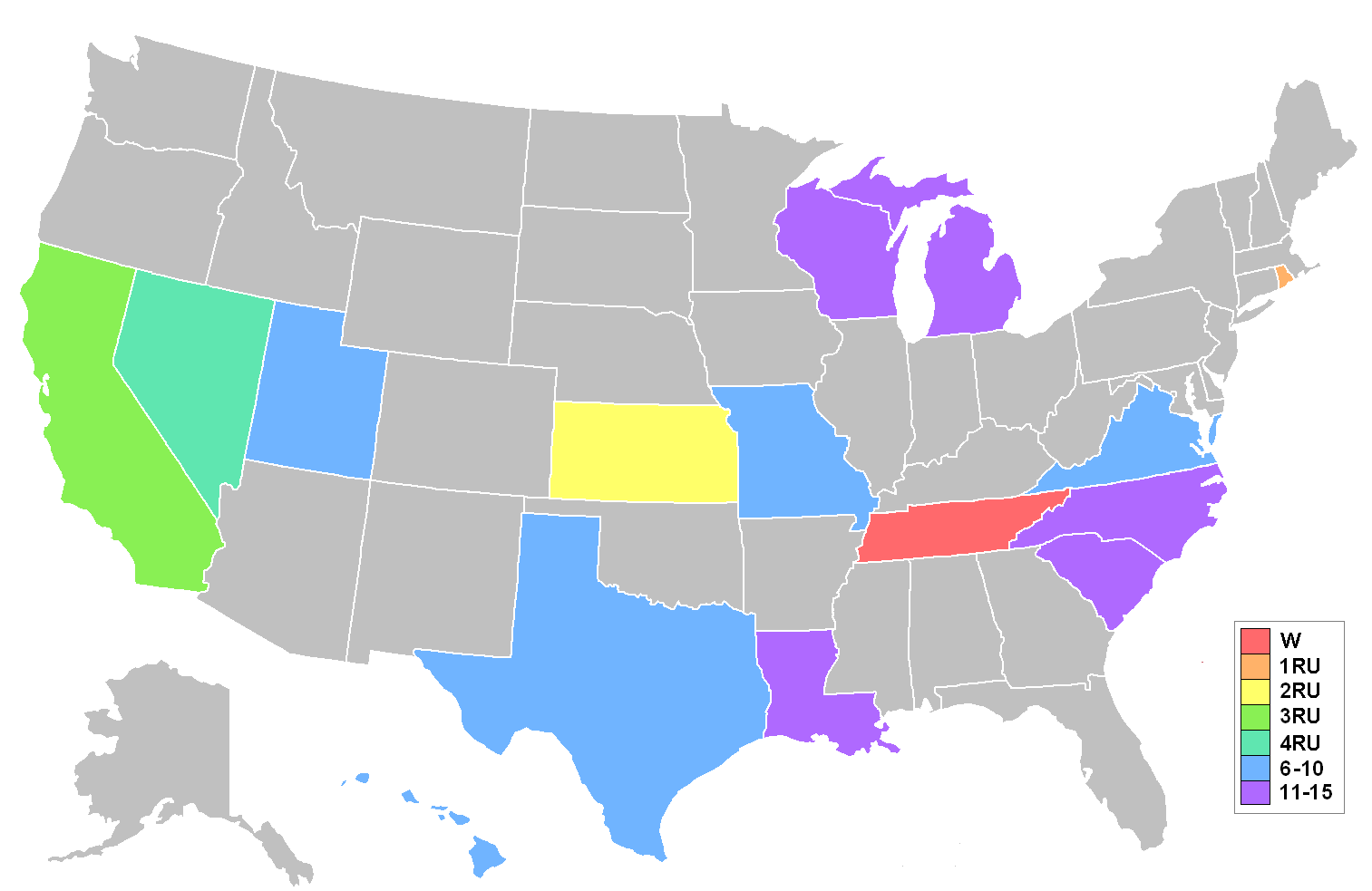
Карта США, показывающая штаты-участницы финала Мисс США 2007

| Финальный результат | Конкурсантка |
| ------------------- | --- |
| Мисс США 2007       | - Теннесси — Рэйчел Смит |
| 1-я Вице Мисс       | - Род-Айленд — Даниель Лакорс |
| 2-я Вице Мисс       | - Канзас — Кара Джорджес |
| 3-я Вице Мисс       | - Калифорния — Миган Тэнди |
| 4-я Вице Мисс       | - Невада — Хелен Салас |
| Топ 10              | - Гавайи — Шанель Мудрый - Миссури — Эмбер Сейер - Техас — Маген Эллис - Юта — Хизер Андерсон - Виргиния — Лорен Барнетт                            |
| Топ 15              | - Луизиана — Элизабет МакНалти - Мичиган — Келли Бест - Северная Каролина — Эрин О'Келли - Южная Каролина — Эшли Зайс - Висконсин — Кейтлин Морралл |

### Специальные награды
| Награда              | Участницы                 |
| -------------------- | ------------------------- |
| Мисс Конгениальность | - Монтана — Стефани Трюдо |
| Мисс Фотогеничность  | - Алабама — Ребекка Мур   |

### Баллы
| \| Штат \| Купальный костюм \| Вечернее платье \| \| ----------------- \| ---------------- \| --------------- \| \| Теннесси \| 9.283(1) \| 9.522(1) \| \| Род-Айленд \| 8.850(2) \| 9.158(2) \| \| Канзас \| 8.682(4) \| 8.983(3) \| \| Калифорния \| 8.507(8) \| 8.468(4) \| \| Невада \| 8.783(3) \| 8.452 (5) \| \| Виргиния \| 8.340(10) \| 8.437(6) \| \| Юта \| 8.628(5) \| 8.253(7) \| \| Гавайи \| 8.515(7) \| 8.200(8) \| \| Техас \| 8.567(6) \| 8.157(9) \| \| Миссури \| 8.400(9) \| 8.032(10) \| \| Южная Каролина \| 8.292(11) \| \| \| Луизиана \| 8.158(12) \| \| \| Висконсин \| 8.115(13) \| \| \| Мичиган \| 8.083(14) \| \| \| Северная Каролина \| 8.042(15) \| \| | Победительница 1-я Вице-мисс 2-я Вице-мисс 3-я Вице-мисс 4-я Вице-мисс Топ 10 Топ 15 |                 |
| Штат | Купальный костюм                                                                     | Вечернее платье |
| Теннесси | 9.283(1)                                                                             | 9.522(1)        |
| Род-Айленд | 8.850(2)                                                                             | 9.158(2)        |
| Канзас | 8.682(4)                                                                             | 8.983(3)        |
| Калифорния | 8.507(8)                                                                             | 8.468(4)        |
| Невада | 8.783(3)                                                                             | 8.452 (5)       |
| Виргиния | 8.340(10)                                                                            | 8.437(6)        |
| Юта | 8.628(5)                                                                             | 8.253(7)        |
| Гавайи | 8.515(7)                                                                             | 8.200(8)        |
| Техас | 8.567(6)                                                                             | 8.157(9)        |
| Миссури | 8.400(9)                                                                             | 8.032(10)       |
| Южная Каролина | 8.292(11)                                                                            |                 |
| Луизиана | 8.158(12)                                                                            |                 |
| Висконсин | 8.115(13)                                                                            |                 |
| Мичиган | 8.083(14)                                                                            |                 |
| Северная Каролина | 8.042(15)                                                                            |                 |

- Оценка за вечернее платье участнице из штата Невада не было показано, но должно быть больше, чем 8.437.

## Выбор участниц
Каждая участница конкурса выбиралась от каждого штата с июня по декабрь 2006 года. Первым штатом в котором был проведён отборочный тур состоялся 25 июня 2006 года в штате Техас, последний 17 декабря 2006 года в Гавайи.
Две участницы были заменены Первыми Вице мисс:
- Хелен Салас стала победительницей «Мисс Невада 2007» 21 декабря 2006 года, когда другая победительница rjyrehcf Кэти Рис[англ.] была лишена титула после публикации пикантных фотографий в интернете[11][12]. Салас была занимала титул Второй Вице мисс после Рис на конкурсе «Мисс Невада США 2007», который состоялся 8 октября 2006 года[13]
- Эрин Абрахамсон стала обладательницей титула «Мисс Нью-Джерси 2007», когда другая победительница Эшли Хардер ушла из-за беременности[14] По правилам конкурса обладательницам титула запрещено участвовать в период своей беременности[15]

Впервые в истории конкурса в конкурсе приняли участие одиннадцать бывших участниц «Юная мисс США». Первоначально было заявлено девять девушек, но их число увеличилось до одиннадцати после того, как две оставили участие и их заменили бывшие участницы «Юная мисс США».

## Штаты-участницы
| - Алабама — Ребекка Мур - Аляска — Блэр Ченовет - Аризона — Кортни Барнас - Арканзас — Келли Джордж - Калифорния — Миган Тэнди - Колорадо — Кина Бонелла - Коннектикут — Мелани Мадри - Делавэр — Николь Боссо - Вашингтон (округ Колумбия) — Мерседес Линдси - Флорида — Дженна Эдвардс - Джорджия — Бриттани Суонн - Гавайи — Шанель Мудрый - Айдахо — Аманда Раммелл - Иллинойс — Миа Хистон - Индиана — Джами Сталлингс - Айова — Дэни Ривз - Канзас — Кара Джорджес - Кентукки — Мишель Бэнзер - Луизиана — Элизабет МакНалти - Мэн — Эрин Гуд - Мэриленд — Миша Холломан - Массачусетс — Деспина Делиос - Мичиган — Келли Бест - Миннесота — Алла Илашка - Миссисипи — Джалин Вуд - Миссури — Эмбер Сейер | - Монтана — Стефани Трюдо - Небраска — Дженис Уилчер - Невада — Хелен Салас - Нью-Гэмпшир — Лаура Сильва - Нью-Джерси — Эрин Абрахамсон - Нью-Мексико — Кейси Мессер - Нью-Йорк — Глория Альмонте - Северная Каролина — Эрин О'Келли - Северная Дакота — Рэйчел Матсон - Огайо — Анна Меломуд - Оклахома — Кейтлин Симмонс - Орегон — Шарита МакКензи - Пенсильвания — Саманта Джонсон - Род-Айленд — Даниэла Лакурс - Южная Каролина — Эшли Зайс - Южная Дакота — Сьюзи Хеффернан - Теннесси — Рэйчел Смит - Техас — Маген Эллис - Юта — Хизер Андерсон - Вермонт — Джессика Комолли - Виргиния — Лорен Барнетт - Вашингтон — ЛейЛани Джонс - Западная Виргиния — Кейси Монтгомери - Висконсин — Кейтлин Морралл - Вайоминг — Робин Джонсон |

## Судьи
- Джонатан Антин[англ.] — звезда телешоу «Blow Out»
- Джерри Басс — собственник «Los Angeles Lakers», магнат недвижимости
- Джулиана Ранчич — ведущая телеканала новостей E!
- Ванесса Миннилло — победительница конкурса красоты Юная Мисс США 1998
- Кимора Ли Симмонс — Президент и креативный директор «Baby Phat»
- Джерри Спрингер — ведущий «В Америке есть таланты» на телеканале NBC и ведущий ток-шоу «Шоу Джерри Спрингера»
- Винс Янг[англ.] — Квотербек команды «Теннесси Тайтанс»
- Коринн Николас — Президент «Trump Model Management[англ.]»

## Ведущие
- Нэнси О’Делл — корреспондент Access Hollywood[англ.]
- Тим Винцент[англ.] — корреспондент Access Hollywood[англ.]